# Battaglia di Salta
La battaglia di Salta fu uno scontro armato combattuto il 20 febbraio 1813 in una località denominata Campo Castañares, a nord della città di Salta, in Argentina, nell'ambito delle guerre d'indipendenza ispanoamericana. In essa l'Esercito del Nord, allestito dalle Province Unite del Río de la Plata e comandato da Manuel Belgrano, sconfisse le truppe realiste di Juan Pío Tristán, già sconfitte a settembre nella battaglia di Tucumán.
La battaglia si concluse con la vittoria dell'esercito patriota di Belgrano; la resa incondizionata delle truppe realiste allontanò la minaccia della controrivoluzione da buona parte dei territori appartenuti al Vicereame del Río de la Plata, spostando il terreno di scontro tra le due fazioni in Alto Perù.

## Antefatti
Dopo la sconfitta nella battaglia di Tucumán del settembre 1812, l'esercito realista di Tristán si era ritirata riprendendo il cammino per Salta, lamentando la perdita di 1000 uomini e della maggior parte delle munizioni. Nel campo patriota, invece, la vittoria era riuscita a restituire morale alle truppe di Belgrano. A Buenos Aires, la notizia dell'esito della battaglia gettò ulteriore discredito sul Primo Triumvirato, che aveva dato ordine perentorio al comandante del proprio esercito di ritirarsi e di non dare battaglia, contribuendo alla sua caduta e alla formazione, l'8 ottobre 1812, del Secondo Triumvirato.
L'inferiorità numerica delle sue truppe convinse Belgrano a non marciare subito contro il nemico in ritirata; il generale, tuttavia, fu raggiunto dalla notizia che a Salta i prigionieri di guerra patrioti erano riusciti a sopraffare la guarnigione realista lì presente. Belgrano inviò in loro aiuto una pattuglia leggera agli ordini di Eustoquio Díaz Vélez, che riuscì ad entrare in città prima dell'arrivo di Tristán; da lì inviò un reparto di Dragones contro la guarnigione di Jujuy, ma quest'ultima fu presto respinta. Alla fine Díaz Vélez preferì evitare lo scontro con il grosso dell'esercito realista, sloggiando Salta e portando con sé uomini in armi e bestiame.
Tristán occupò Salta, dove ricevette da José Manuel de Goyeneche, comandante dell'esercito realista, due battaglioni di fanteria, pezzi d'artiglieria ed elementi di cavalleria, alcuni dei quali furono posti di riserva nella città di Jujuy, come diversivo al probabile attacco patriota. Da parte sua, il nuovo governo di Buenos Aires, più favorevole a Belgrano del precedente, provvide a fornire al proprio esercito armi, munizioni e uomini, che portarono il numero degli effettivi a circa 3000.
All'inizio del 1813 l'esercito patriota cominciò a marciare verso nord; il punto di incontro era stato fissato sul Rio Pasaje, dove il 13 febbraio fece giurare fedeltà ad una nuova bandiera bianca e azzurra. Il giorno successivo, l'esercito ebbe uno scontro con una pattuglia d'avanguardia realista, che però non seppe riferire a Tristán se si fosse imbattuta nel grosso dell'esercito o in un reparto nemico avanzato in esplorazione.
Invece di seguire il cammino diretto per Salta, che lo avrebbe portato a sud-est della città nel territorio svantaggioso dei Portezuelos, Belgrano imboccò ancora più ad est la valle di Chachapolas, in modo da aggirare le posizioni nemiche e coglierle di sorpresa da nord; per ingannare Tristán si limitò a spedire una piccola avanguardia sul cammino più diretto. Il 19 febbraio, il comandante patriota si trovò così a dovere accampare il suo esercito a Campo Castañares, mentre la sua avanguardia lo raggiunse per lo stesso cammino dopo aver impegnato in alcuni scontri le truppe realiste ai Portezuelos. Solo le piogge torrenziali impedirono il pieno successo all'operazione di Belgrano, rallentandone la marcia; pur non riuscendo ad entrare in città, il generale si trovò tuttavia nella condizione di impedire al nemico la ritirata verso Jujuy.
Tristán, che non conosceva il cammino percorso da Belgrano, si accorse con sorpresa del fatto che il nemico si fosse presentato a nord, ai piedi del colle chiamato Cerro San Bernardo; in fretta fece spostare le sue truppe, trasferendole sul nuovo fronte per proteggere la città e cercando di sfruttare a proprio vantaggio la conformazione del terreno. Il generale realista, tuttavia, continuò a temere che la mossa del nemico fosse un semplice diversivo.

## Le forze in campo
Belgrano organizzò la sua fanteria in cinque colonne distinte. La più a destra, agli ordini di Manuel Dorrego, era formata dal Batallón de Cazadores; vicino ad essa erano state disposte due colonne formate entrambe dal Reggimento n. 6. A seguire erano posti il Batallón de Castas di José Superí e il Batallón de Patricios, appena giunto da Buenos Aires, con a capo Benito Alvarez. Dieci pezzi d'artiglieria erano stati posti tra nei vuoti dello schieramento, mentre altri due erano stati assegnati alla riserva, insieme con il 1º Reggimento di Fanteria.
La cavalleria era stata divisa in due ali, anche se dalla parte sinistra il terreno rendeva la sua presenza pressoché inutile; una piccola parte di essa era stata inglobata nella riserva, mentre la milizia della città di Tucumán scortava i carriaggi.
Nel campo realista, Tristán aveva suddiviso le sue truppe in due linee; nella prima aveva posto tre battaglioni di fanteria, col fianco destro appoggiato al colle, mentre a sinistra aveva posto l'intera cavalleria di 500 effettivi. Davanti al fronte era stata posta l'artiglieria, mentre altri due battaglioni formavano la seconda linea. Una piccola riserva in retroguardia aveva anche il compito di custodire il parco munizioni.

## La battaglia
Dopo una notte di pioggia, la mattina del 20 febbraio i due eserciti si affrontarono. Dopo i primi colpi di fucile dei realisti, Dorrego attaccò sul lato destro, venendo però respinto dall'azione della cavalleria nemica, più numerosa di quella in suo appoggio; nell'altro lato dello schieramento, i realisti appoggiati alle pendici del colle provocarono diversi problemi all'esercito patriota, costringendo Belgrano a muovere parte della riserva.
Un nuovo vigoroso attacco di Dorrego provocò alla fine il cedimento dell'ala sinistra nemica, al quale Tristán replicò inviando nell'area un battaglione della seconda linea; nel perdurare della battaglia, però, anche questo si disunì e i reparti si ritirarono verso la città. Il centro dello schieramento realista resistette più a lungo, ma il cedimento del fianco lo costrinse infine a retrocedere, abbandonando la maggior parte dell'artiglieria. L'ala destra di Tristán, abbarbicata sulle pendici del Cerro San Bernardo, fu l'ultima a cedere sotto il tiro dei cannoni di Belgrano, intervenuto anche in prima persona con la riserva; la maggior parte degli effettivi fu fatta prigioniera.
I resti dell'esercito realista si ritirarono nel centro della città, inseguiti dai patrioti, che arrivarono a poco più di un isolato dalla piazza principale, fermati dalle palizzate nemiche. Quando Belgrano si apprestava all'ultimo attacco, Tristán chiese la capitolazione. Belgrano concesse generosamente ai realisti di ritirarsi oltre la linea del fiume Desaguadero dopo aver giurato di non riprendere le armi contro le Province Unite; concesse inoltre ai vinti la restituzione dei prigionieri e permise il ritiro indisturbato della guarnigione presente a Jujuy.

## Conseguenze
Alla notizia della sconfitta Goyeneche, timoroso di una nuova insurrezione a Potosí, decise di ritirarsi ad Oruro ed ordinò il ripiegamento da Chuquisaca anche al suo secondo in grado, il generale Juan Ramírez Orozco; il 13 marzo si riunirono nella città le forze realiste dislocate nell'Alto Perù, alle quali si unirono presto le truppe vinte a Salta. Dopo aver rilasciato i prigionieri patrioti, il comandante in capo realista propose un armistizio, che fu però rifiutato dal viceré Abascal; Goyeneche decise così di rassegnare le dimissioni, che furono accettate.
La generosità eccessiva di Belgrano nella capitolazione impedì all'esercito delle Province Unite di trarre grandi vantaggi dalla vittoria militare: il viceré Abascal rifiutò gli accordi stipulati da Tristán, mentre i vescovi del Perù sciolsero i soldati dal loro giuramento. In breve i realisti riuscirono a riformare un forte esercito, che nei mesi successivi inflisse a quello patriota le sconfitte di Vilcapugio e di Ayohuma.